# Angoisse (collection littéraire)
Pour les articles homonymes, voir Angoisse (homonymie).

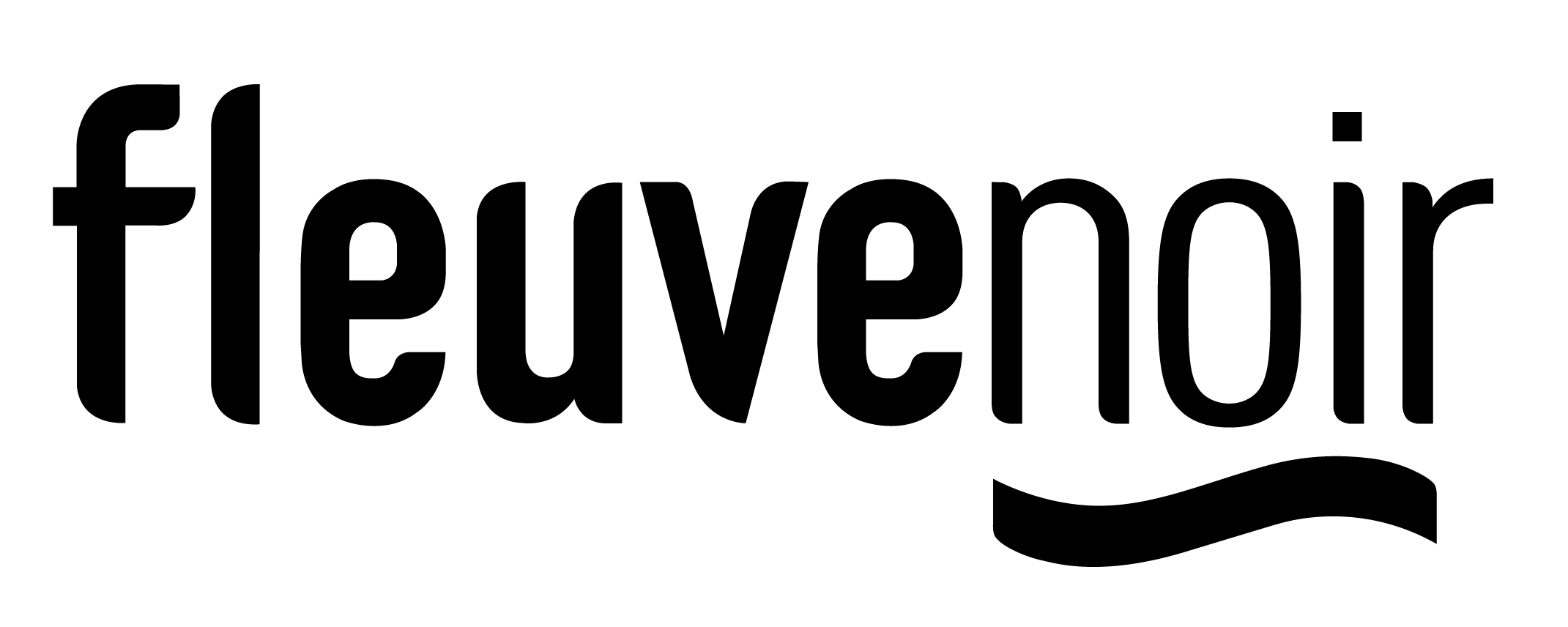
Logo de la maison d'éditions Fleuve noir, fondée par Armand de Caro

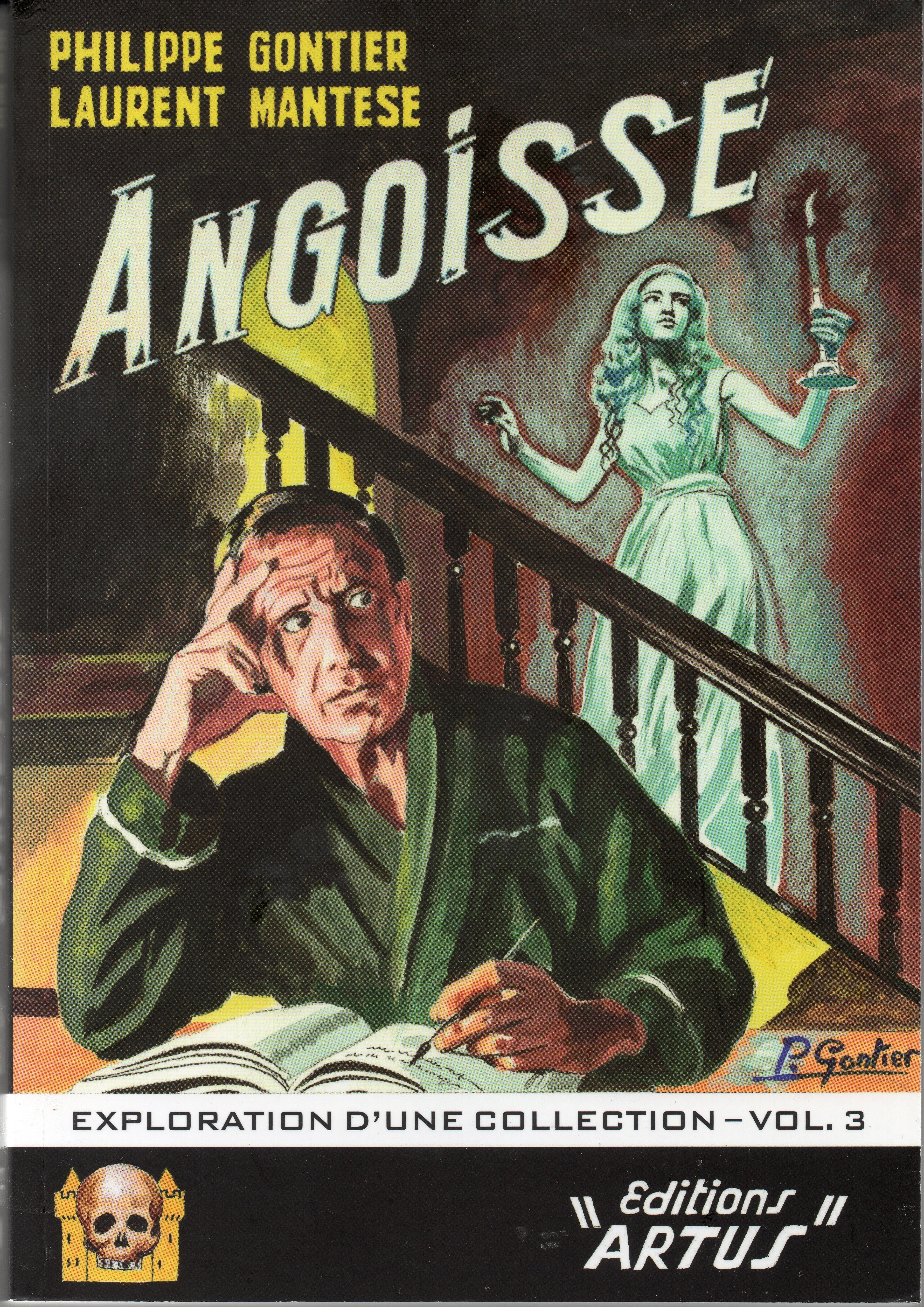
Couverture du Tome 3 de l'étude littéraire dédiée à la collection Angoisse (GONTIER/MANTESE)

Angoisse est une collection de romans mêlant plusieurs genres littéraires : fantastique, épouvante, suspense, publiée aux éditions Fleuve noir de 1954 à 1974. S'il s'agit de la collection la moins vendue de la prestigieuse maison d'édition, elle est néanmoins appréciée dès cette époque par de nombreux artistes, et garde pour les amateurs de littérature populaire une aura particulier de mystère et de fascination : de nombreux auteurs célèbres, dont l'identité n'a été révélée que tardivement, y ont en effet écrit des romans sous pseudonymes, ce qui a contribué à son attrait auprès des collectionneurs.

## Historique
Cette collection qui privilégie la littérature fantastique et l'angoisse comprend des romans qui « conservent une structure policière et se veulent avant tout des récits de suspense et d'épouvante psychologique ». Les auteurs sont principalement français.
Sur les cent quarante-sept premiers numéros figure une tête de mort dans le bas gauche de la couverture. Les illustrations sont réalisées par Michel Gourdon.
En 1974, la collection dirigée depuis sa création par François Richard s'arrête après deux cent soixante et un volumes. Il s'agit depuis de la plus longue collection de littérature française dédiée au fantastique. À partir de 2015, Philippe Gontier et Laurent Mantese entreprennent la rédaction d'une étude littéraire critique d'envergure, en 4 tomes, dédiée à la collection, qui sera éditée chez Artus Films. Le 4ème tome est en cours d'écriture.
- Angoisse, Exploration d'une collection, Volume I, Philippe Gontier &  Laurent Mantese, Artus Films, 2021, préface de Jean-Claude Carrière
- Angoisse, Exploration d'une collection, Volume II, Philippe Gontier &  Laurent Mantese, Artus Films, 2021[6]
- Angoisse, Exploration d'une collection, Volume III, Philippe Gontier &  Laurent Mantese, Artus Films, 2023[7]

## Source
- Claude Mesplède (dir.), Dictionnaire des littératures policières, vol. 1 : A - I, Nantes, Joseph K, coll. « Temps noir », 2007, 1054 p. (ISBN 978-2-910686-44-4, OCLC 315873251, BNF 41162075).